# 339 a.C.

## Eventos
- Quinto Publílio Filão e Tibério Emílio Mamercino, cônsules romanos.
- Quinto Publílio Filão é nomeado ditador e escolhe Décimo Júnio Bruto Esceva como seu mestre da cavalaria. Na função, aprova as Leges Publiliae, que praticamente igualam patrícios e plebeus em Roma.
- Segundo ano da Segunda Guerra Latina entre romanos e as tribos do Lácio.